# Sigmodontinae
Sigmodontinae ("сигмодонові", або бавовникові хом'яки) — підродина гризунів родини Хом'якові (Cricetidae).

## Опис
До цієї родини відносяться дрібні мишоподібні гризуни: довжина тіла від 6,2 до 36 см, хвоста від 30 до 330 мм, вага від 7 до 455 г. Зовнішній вигляд відрізняється різноманітністю, нагадуючи мишей, щурів, полівок, кротів, гоферів і землерийок. Забарвлення представлене різними відтінками коричневого, сірого, червонуватого і жовтого; черевце світліше.

## Спосіб життя
Бавовняні хом'яки поширені у Новому Світі, переважно у Південній Америці — від Вогнянної Землі до Мексики. У США зустрічаються на півночі до Небраски і Нью-Джерсі. Також водяться на Галапагоських островах. Займають по суті ті ж екологічні ніші, що і мишовиді у Старому Світі. Відрізняються великою різноманітністю; маються наземні, деревні, що риють і напівводні форми. Харчуються рослинною і тваринною їжею. Розмножуються цілий рік, приносячи по 2-3 виводки, хоча їх буває і 6-7. Вагітність триває 20-30 днів. У виводку зазвичай 3-5 дитинчат. У деяких видів вони стають самостійними вже на 5 день і самі приносять потомство на 4 тижні життя. Тривалість життя в природі часто не більше року.

## Класифікація
Sigmodontinae — одна з найчисленніших груп ссавців. У неї входить 377 видів, що об'єднуються в 74 роди:
- Підродина Sigmodontinae
  - Триба Sigmodontini
    - Sigmodon

  - Триба Ichthyomyini
    - Anotomys
    - Chibchanomys
    - Ichthyomys
    - Neusticomys
    - Rheomys

  - Oryzomyalia
    - Триба Oryzomyini
      - Agathaeromys†
      - Amphinectomys
      - Cerradomys
      - Handleyomys
      - Holochilus
      - Lundomys
      - Megalomys†
      - Melanomys
      - Microakodontomys
      - Microryzomys
      - Neacomys
      - Nectomys
      - Nesoryzomys
      - Noronhomys†
      - Oecomys
      - Oligoryzomys
      - Oryzomys
      - Pseudoryzomys
      - Scolomys
      - Sigmodontomys
      - Zygodontomys

    - Триба Thomasomyini
      - Abrawayaomys
      - Aepeomys
      - Chilomys
      - Delomys
      - Phaenomys
      - Rhagomys
      - Rhipidomys
      - Thomasomys
      - Wilfredomys

    - Триба Wiedomyini
      - Cholomys†
      - Wiedomys

    - Триба Akodontini
      - Abrothrix
      - Akodon
      - Bibimys
      - Blarinomys
      - Brucepattersonius
      - Chelemys
      - Deltamys
      - Geoxus
      - Juscelinomys
      - Kunsia
      - Lenoxus
      - Necromys
      - Notiomys
      - Oxymycterus
      - Pearsonomys
      - Podoxymys
      - Scapteromys
      - Thalpomys
      - Thaptomys

    - Триба Phyllotini
      - Andalgalomys
      - Andinomys
      - Auliscomys
      - Calomys
      - Chinchillula
      - Eligmodontia
      - Euneomys
      - Galenomys
      - Graomys
      - Ichthyurodon†
      - Irenomys
      - Loxodontomys
      - Neotomys
      - Olympicomys†
      - Phyllotis
      - Punomys
      - Reithrodon
      - Salinomys
      - Tafimys†
      - Tapecomys

  - Incertae sedis
    - Juliomys
    - Megaoryzomys